# 马尔加什人
马尔加什人（法語：Malgache）是对马达加斯加居住民族的总称。马尔加什人的祖先在公元前3世纪到5世纪之间乘船从印度尼西亚群岛地区来到马达加斯加，此一系列迁徙成为南岛语系民族最晚的永久性远距离迁徙，同时马达加斯加成为南岛语言距离其东南亚发源地最遥远的分布地区之一。在5世纪后，部分班图人迁徙到马达加斯加的西部沿海平原。18世纪末和19世纪初，梅里纳王国国王安德里亚纳姆波伊尼梅里纳及其继任者拉達馬一世通过一系列战争，基本统一了东部高原的大部分地区。1895年，梅里纳王国首都安塔那那利佛被法国军队占领，马达加斯加成为法国殖民地。

## 名称
古代马尔加什人分为若干部落和城邦，并不存在对自己民族的统一称呼。虽然古代马尔加什人具有大致相同的语言和文化，但各部落之间征战频繁，没有产生统一的民族观念。英语Malagasy一词出现于19世纪上半期，来源自其国名马达加斯加（Madagascar），作为Madagascar的形容词形式，用来形容马达加斯加的民族和语言。马达加斯加一词的来源争论较多。一种说法认为来自马尔加什语对马达加斯加的称呼，马达加斯卡拉（Madagasikara），意为“天涯海角”。另一种较可靠的说法认为该名称来自马可·波罗提到的富庶岛屿马德加斯加（Madeigascar）。一般认为此地点指古代东非城市摩加迪沙，但制图人误将其标在马达加斯加岛上。

## 族群

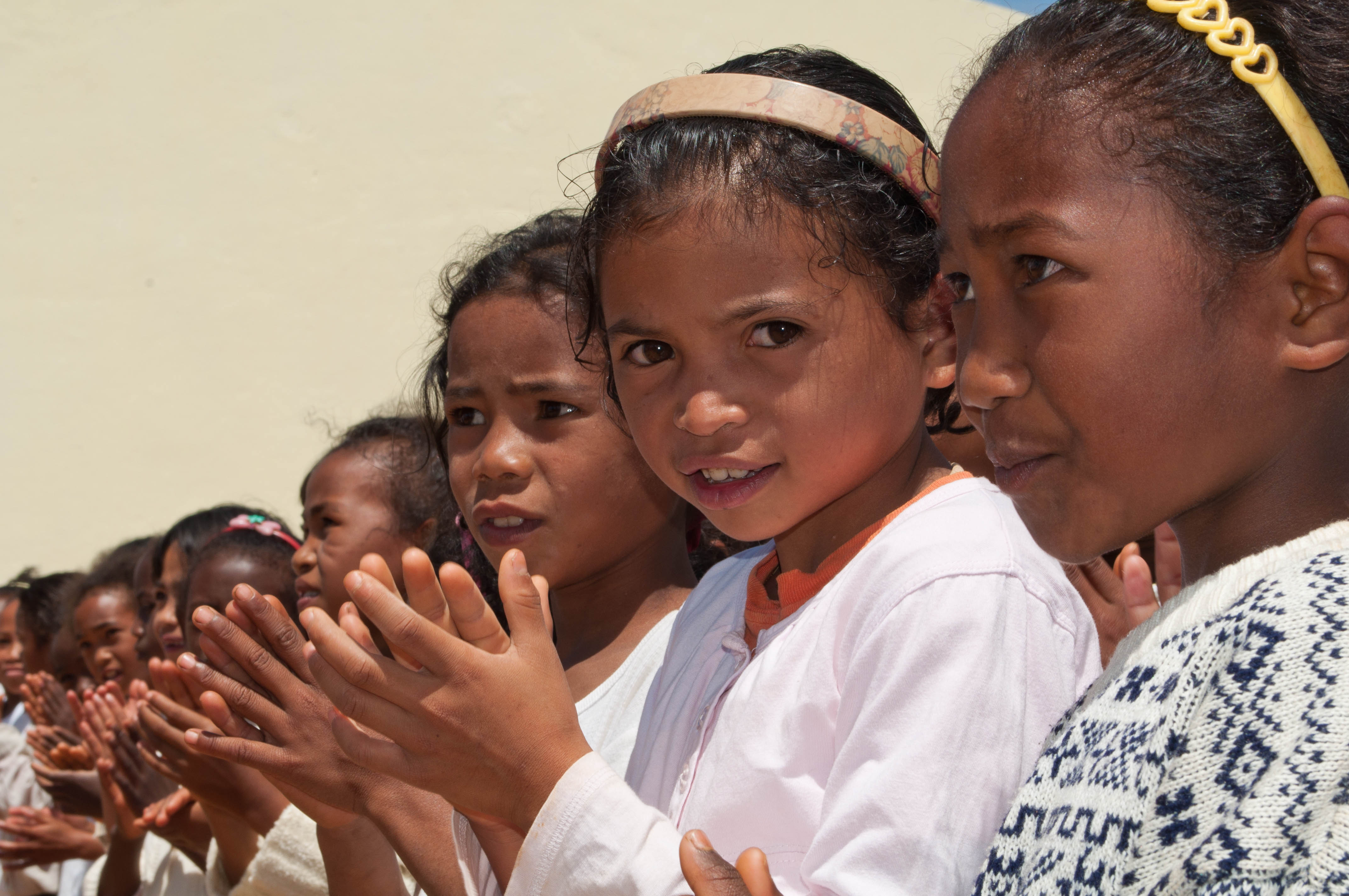
梅里纳儿童

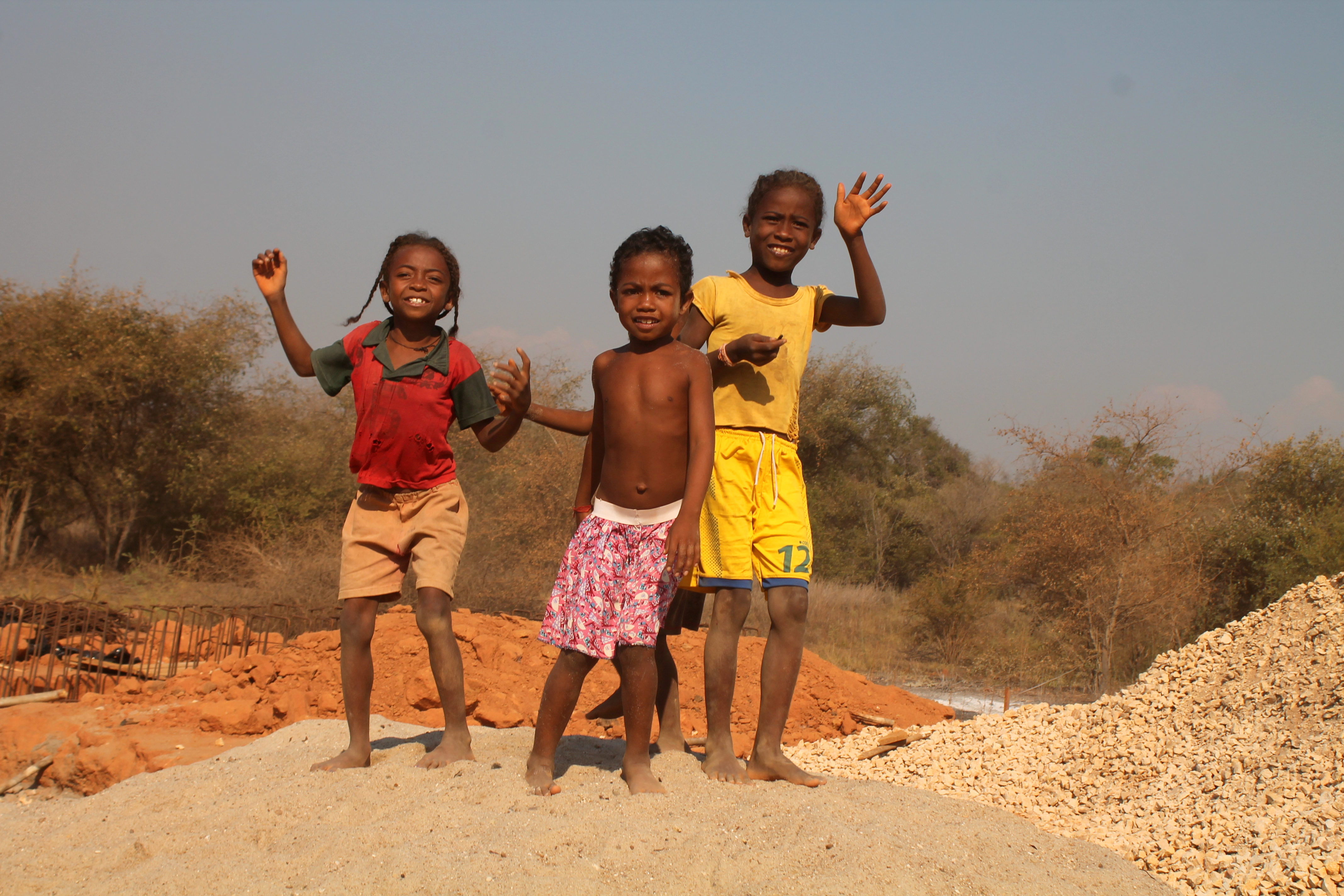
薩卡拉瓦儿童

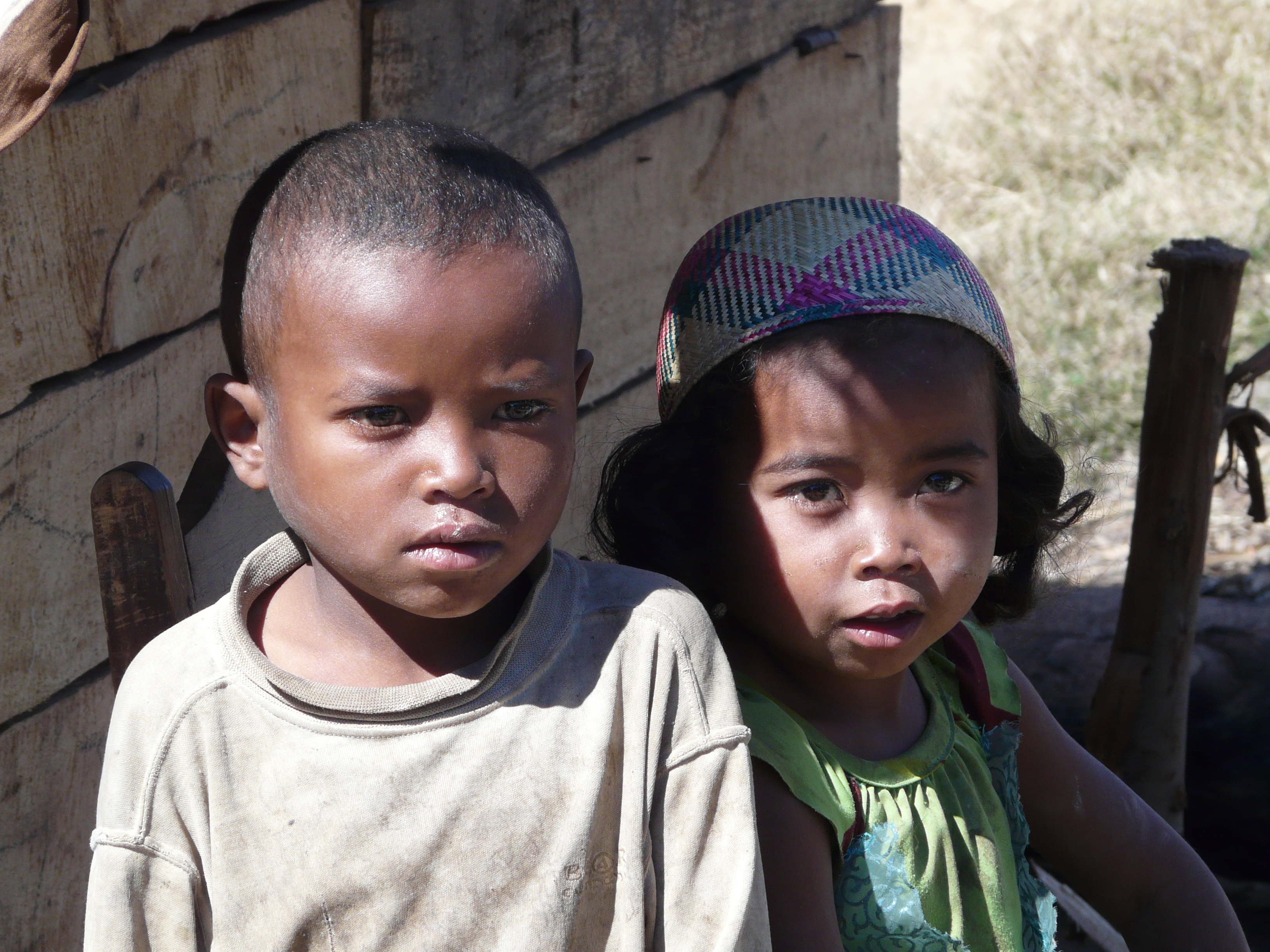
貝齊寮兒童

### 高地
- 梅里納人
- 西哈納卡人
- 貝齊寮人

### 沿海
- Betsimisaraka
- 薩卡拉瓦人
- Bara
- Vezo
- 马哈法利人

## 语言
马尔加什人的语言称为马尔加什语，属于南岛语系。而莫桑比克海峡对岸的东非居民的语言为斯瓦希里语，属班图语系。至今马尔加什语中仍然有大量与印尼的婆罗洲上语言的同源词汇。由于法国文化和东非文化的影响，现代马尔加什语中存在一定数量的法语和斯瓦希里语借词。

## 历史
马尔加什人在公元前3世纪到5世纪之间随信风和赤道洋流，从自印度尼西亚群岛（特別是婆羅洲）横跨印度洋到达马达加斯加，随后定居在马达加斯加中部高原上，以种植稻米为生。5到10世纪之间，班图人越过莫桑比克海峡，来到马达加斯加西部沿海平原，后形成萨卡拉瓦人。萨卡拉瓦人主要以游牧为生。
中世纪的阿拉伯和波斯商人和旅行家已经知道马达加斯加的存在，阿拉伯人称其为月亮岛。在随后的几个世纪里，阿拉伯人在马达加斯加的西海岸建立了港口和要塞，用来保障海上商路的畅通。
18世纪末和19世纪初，中部高原梅里纳人的梅里纳王国经过一系列战争，统一了原先的各敌对公国。国王安德里亚纳姆波伊尼梅里纳将安塔那那利佛（意为“千人守卫之地”）作为王国的首都。此后安德里亚纳姆波伊尼梅里纳自豪地宣布：“Ny ranomasina no valapariako”，意为“大海之内都是我的稻田”。继任者拉达马一世是另一位拥有雄才大略的君主，他进一步巩固了梅里纳王国的地位。1824年，在击败贝特希米萨拉卡（Betsimisaraka）以后，拉达马一世宣布：“今日我已拥有整个岛屿，马达加斯加只有我一位君王”。

## 文化
东部高原上的马尔加什人世代是农民，主要种植稻米。他们定居在山腰上的村落中，而很少居住在山顶或山谷中。洗骨葬是他们文化的特色。

## 遗传学和人口起源
关于马达加斯加人双重起源的遗传学因素可以追溯到 20 世纪中叶，其血型分布的结果。 2008 年至 2018 年，对全岛遗传多样性进行了广泛的调查。该项目被称为“MAGE”（马达加斯加，人类学遗传学民族语言学）。大约 3000 名马达加斯加居民参与了这项研究，并提供了他们的唾液用于基因研究。对马达加斯加三百个村庄的遗传、语言和文化多样性进行了抽样调查。这项研究由马达加斯加和欧洲的研究人员和学者领导和执行。这项研究表明，所有马达加斯加人都有非洲和亚洲血统。 
但祖先基因的比例不同。马达加斯加沿海人口，包括 Temoro、Vezo 和 Mikea 等，大约有 70% 的非洲血统和 30% 的亚洲血统， 而高地部落往往有较低的非洲血统，约为 45%。  在最近的一项全岛范围调查中，非洲血统的男性 Y 染色体比东亚血统的男性 Y 染色体更常见，但具体情况因研究而异（70.7 与 20.7 或 51% 与 34%）。然而，从母亲传给孩子的 mtDNA 谱系却相反（42.4% 非洲血统 vs. 50.1% 东亚血统）。
由于更靠近非洲，马达加斯加人与亚洲人口的联系引起了好奇。 1996 年左右，一项研究启动，试图确定马达加斯加人群中是否存在波利尼西亚基序（mtDNA 单倍型 B4a1a1a）。最近的一项研究鉴定了在马达加斯加的所有波利尼西亚基序携带者中发现的两个额外突变（1473 和 3423A），因此命名为马达加斯加基序。  三个种族群体之间的频率有所不同：梅里纳 (Merina) 为 50%，维佐 (Vezo) 为 22%，米卡 (Mikea) 为 13%。根据这一结果，一项研究表明，马达加斯加大约在 2,200 年前由一个非常小的群体定居，该群体由大约 30 名女性组成，其中 28 名（93%）具有东南亚海洋血统，其中 2 名（7%）是东南亚海洋后裔。有非洲血统。马达加斯加人口是通过第一批小型建国人口的混合而存在的。与马达加斯加人血统关系最近的亚洲人是婆罗洲东南部的班贾人和其他南加里曼丹达雅克人。目前，他们来自东南亚的祖先的语言足迹可以通过许多与马安扬语（婆罗洲南部巴里托河地区的语言）共享的基本词汇来见证。